# Heka (bóstwo)
| V28 | D28 | A40 |

| V28 | D28 | A40 |

Heka (eg. Ḥkȝ – „władza”, „potęga”) – w mitologii egipskiej bóstwo uosabiające magię, będące personifikacją tajemnych mocy i słów, dzięki którym tworzy się i przekształca świat..
Heka uważany był za syna Menhit i Chnuma lub Atuma. Uznawany za pierwsze dzieło stworzenia i wskutek tego utożsamiany z bogiem Szu w teologii heliopolitańskiej, a w memfickiej z Horusem. Był małżonkiem i bliźniaczym bratem bogini Maat symbolizującej porządek prawny i ład świata, lecz patronował również zmiennym i niespokojnym czasom poprzedzającym jej epokę. Jako usosobienie magii łączono go także z Thotem i jego księgą. 